# Министр финансов КША
Министр финансов Конфедерации (итал. Confederate States Secretary of the Treasury) возглавлял Министерство финансов КША. Три человека занимали эту должность в период существования Конфедерации с 1861 по 1865 год.

## Список министров финансов
| # | Портрет | Имя                   | Родился                                       | Умер                               | Начало полномочий | Окончание полномочий | Политическая партия |
| - | ------- | --------------------- | --------------------------------------------- | ---------------------------------- | ----------------- | -------------------- | ------------------- |
| 1 |         | Кристофер Меммингер   | 1803 Файхинген-на-Энце, герцогство Вюртемберг | 1888 Чарлстон, Южная Каролина      | 21 февраля 1861   | 18 июля 1864         | Демократ            |
| 2 |         | Джордж Тренхолм       | 1807 Чарлстон, Южная Каролина                 | 1876 Чарлстон, Южная Каролина      | 18 июля 1864      | 27 апреля 1865       | Демократ            |
| 3 |         | Джон Хеннингер Рейган | 18 октября 1818 Гатлинберг, Теннесси          | 6 марта 1906 округ Андерсон, Техас | 27 апреля 1865    | 10 мая 1865          | Демократ            |